# Cellers (Torà)
Cellers és una entitat de població del municipi de Torà, a la comarca del Solsonès. Fins a l'any 1968 formava part de l'antic municipi de Llanera i de la comarca del Solsonès.

## Situació
El nucli de Cellers està situat al centre de la vall de Cellers, antigament denominada Vall de Forest. És una vall profunda i estreta que es perllonga d'est a oest des de prop de Pinós fins a Torà, encaixada entre les serres de Sant Donat i de Claret al nord i la serra de Cellers al sud, les quals s'aixequen sobtadament un centenar de metres per damunt de la vall i conformen els límits d'aquesta. Fites que assenyalen aquests límits són el Pilaret de la Petja i el Pilaret de cal Tanyot, situats a les carenes de la serra de Claret i de Cellers, respectivament. Solca la vall la riera de Cellers, d'escàs o nul cabal, que té el seu origen a l'enrunada masia de Grumau (Pinós) i desguassa a la riera de Llanera, passat Torà, amb un recorregut de 12 km.
Al turó de Cellers a una altura de 558 m, s'aixeca l'església parroquial de Sant Martí i, al seu costat, l'antic castell, convertit posteriorment en un casal, avui en ruïnes. Als seus peus un grupet de cases, poques d'elles habitades, conformen l'únic carrer del nucli. Dues d'aquestes cases estan incloses en l'Inventari del Patrimoni Arquitectònic de Catalunya.
Està situat a uns 7 km de Torà mitjançant una carretera local ben asfaltada que facilita una bona comunicació amb les masies que es troben pel camí, les quals, quasi totes, estan habitades de forma permanent. A la banda solana de la vall, aprofitant el recer de les serres de Sant Donat i Claret, es troben les masies d'Otgers, cal Gilet, Valentines, les Feixes i cal Minguet, mestre que a la part obaga, als vessants de la serra de Cellers, només hi ha les masies de cal Teixidor i Armena.

## Festes tradicionals
- Festa Major el segon diumenge d'octubre.
- El primer diumenge d'abril se celebra l'aplec de la festa del Perdó al Monestir.